# Línea de danza

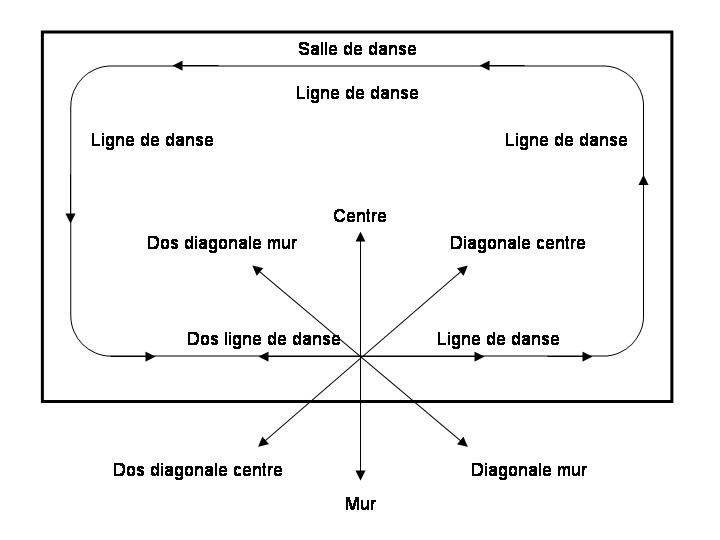
Diagrama de líneas y direcciones de referencia utilizadas en los bailes de salón.

Se llama línea de danza o línea de baile, a la línea imaginaria que sigue el tráfico de bailarines alrededor de una pista de baile, avanzando siempre en sentido contrario a las agujas del reloj. La línea de danza representa la dirección general del movimiento y tiene sentido en aquellos bailes en los que se recorre la pista incesantemente cómo son: Foxtrot, Vals, Tango, Quickstep, Pasodoble, Samba o electric slide, entre otros...
- Datos: Q1521697